# Karl Ernst Krafft
Karl Ernst Krafft (* 10. Mai 1900 in Basel; † 8. Januar 1945 im Konzentrationslager Buchenwald) war ein Schweizer Astrologe, Statistiker und Wirtschaftsberater.

## Leben

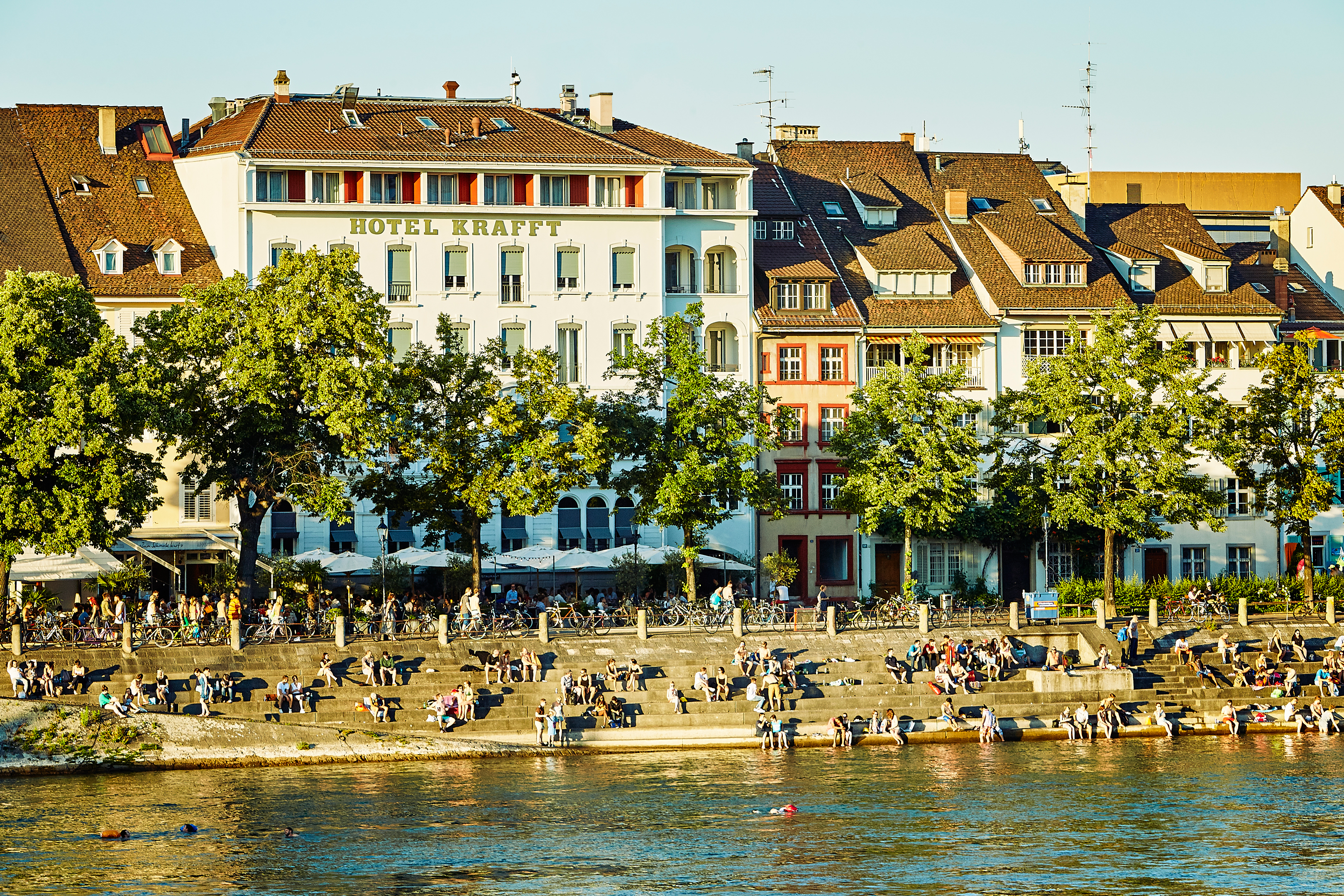
Hotel Krafft Basel am Rheinufer

Kraffts Großvater Ernst (Ulrich) war Bauherr des Hotel Krafft in Basel und Teilhaber der Schuhfabrik Gebr. Krafft in Fahrnau im nahegelegenen badischen Wiesental. Seine Eltern waren der Direktor der Brauerei Cardinal, Carl Krafft (* 24. November 1864), und Anna geb. Gebhard (* 11. März 1867 in Schopfheim) aus dem badischen Wiesental. Ab 1910 lebte die Familie in Basel und ab 1925 in Coppet. Sein Onkel war der Chemiker Albert Krafft.
Nach der Matura am Humanistischen Gymnasium Basel studierte Krafft 1919 bis 1924 in Basel, Genf und London Mathematik, Physik, Chemie und Statistik, Letzteres bei Karl Pearson.
Als 1919 Kraffts Schwester Anneliese starb, wandte sich die Familie dem Okkultismus zu und veranstaltete Séancen. Von da an befasste sich Krafft auch intensiv mit Yoga und Astrologie. In Genf begegnete er Hazrat Inayat Khan. Von 1921 bis 1923 überprüfte er tausende von Genfer Geburts- und Todesfällen mit statistischen Mitteln auf astrologische Zusammenhänge, später setzte er diese Arbeit in Basel fort. Krafft erstellte auch 2800 Musikerhoroskope, um den Zusammenhang von Geburtskonstellation und Beruf zu prüfen. Er wurde so zum Vorgänger von Michel Gauquelin sowie Gunter Sachs und dessen Werk Die Akte Astrologie. Da seine Eltern ihn nicht mehr unterstützten, nachdem sie entdeckt hatten, dass er sich mehr mit Astrologie als mit etablierten Wissenschaften beschäftigte, wurde Krafft 1925 zunächst Buchhändler in der esoterischen Buchhandlung „Quo Vadis“.
Von 1926 bis 1936 arbeitete Krafft als Wirtschaftsberater unter Anwendung der Astrologie, ab 1929 auch der Graphologie. Zunächst förderte ihn der Schweizer Bankier Oscar Guhl, der auch das Warenhaus Globus und den Verlag Orell Füssli kontrollierte. Ohne Befragung des Charakterologen Krafft gab es keine Personalentscheidung in Guhls Unternehmen. Später beriet Krafft auch andere Unternehmen, wie das Kaufhaus Printemps in Paris. In dieser Zeit entwickelte Krafft schwer nachvollziehbare Theorien über Kosmobiologie und „Typokosmie“, hielt Kurse in Lausanne und Vorträge in zahlreichen deutschen Städten. Im Mai 1937 heiratete er in Zürich Anna (Theresia) van der Koppel, die Tochter eines niederländischen Unternehmers aus Zeist bei Utrecht.
Auf Grund einer allgemeinen Begeisterung für ein „Großdeutschland“ zog er 1937 mit seiner Frau nach Urberg in den Südschwarzwald, einen Ort, den ihm der Psychologe Hans Bender empfohlen hatte, nachdem er für Krafft einen Vortrag im Juli 1937 in Bonn organisiert hatte. Seine astrologischen Berechnungen ließen Krafft zu der Prognose kommen, Hitler sei vom 7. bis 10. November 1939 in extremer Gefahr. Begeistert von sich selbst, warnte er die deutschen Behörden. Als am 8. November das Attentat Georg Elsers im Bürgerbräukeller in München scheiterte, wurde Krafft zunächst als möglicher Mit-Täter verhaftet. Diese Erfahrung hinderte ihn nicht, sich für das Reichssicherheitshauptamt anwerben zu lassen, weil er die Möglichkeit sah, der Astrologie zum Durchbruch als anerkannter Wissenschaft zu verhelfen. In Berlin ließ man ihn Horoskope von Personen und Ereignissen berechnen und die Prophezeiungen von Nostradamus deuten, um sie für die Psychologische Kriegführung zu verwenden. Die Briten griffen die Methode auf und engagierten im Gegenzug den aus Deutschland emigrierten Astrologen Louis de Wohl für ihre psychologische Kriegführung.
Am 12. Juni 1941, rund einen Monat, nachdem Rudolf Heß nach England geflogen war, wurde Krafft im Rahmen der Aktion Hess wie zahlreiche andere Astrologen verhaftet. Am 24. Juni 1941 verbot das NS-Regime die öffentliche Anwendung aller okkulten Praktiken. Dennoch sollte Krafft, zusammen mit Psychologen wie dem Bonner Philosophie-Professor Johannes Maria Verweyen, weiterhin für die Nazis arbeiten und Horoskope von Generälen erstellen. Die Arbeiten wurden von Kurd Kisshauer vom Amt Rosenberg gesammelt und gesichtet. Nach einem Nervenzusammenbruch im Gefängnis war Krafft ab Herbst 1942 arbeitsunfähig und erkrankte im Frühjahr 1943 an Typhus. Er hatte sich noch nicht von seiner Erkrankung erholt, als er nach Oranienburg ins KZ Sachsenhausen eingeliefert wurde. Am 27. November 1944 wurde er in das KZ Buchenwald überstellt und starb dort am 8. Januar 1945.

## Werke (Auswahl)
- Influences cosmiques sur l'individu humain (Genève, 1923)
- Astro-Physiologie (Leipzig, 1928)
- Caractériologie Typocosmique (mit Adolphe Ferrière) (Genève, 1932)
- Typokosmie (Düsseldorf, 1934)
- Traite d'Astro-Biologie (Paris-Lausanne-Bruxelles, 1939)
- Comment Nostradamus a-t-il entrevu l'avenir de l'Europe? (Bruxelles, Snellew, 1941)